# Kalle Berglund (konstnär)
Kalle August Berglund, född 13 mars 1925 i Timrå, död 2015, var en svensk målare, skulptör och illustratör.
Han formgav på mitten av 1950-talet Jämt-Älgen och Härjedalsbjörnen och tecknade på 1980-talet en serie med Sveriges kungar från Gustav Vasa till Carl XVI Gustaf. Berglund har författat och illustrerat boken "Vildhussens bragd"..